# Дибан Євген Павлович
Євген Павлович Дибан (13 грудня 1925, Умань — 31 березня 1996, Київ) — український вчений у галузі теплотехніки і теплоенергетики. Заслужений діяч науки УРСР, доктор технічних наук, професор, академік НАН України (з 25 вересня 1989 року).

## Біографія
Народився 13 грудня 1925 року в Умані.

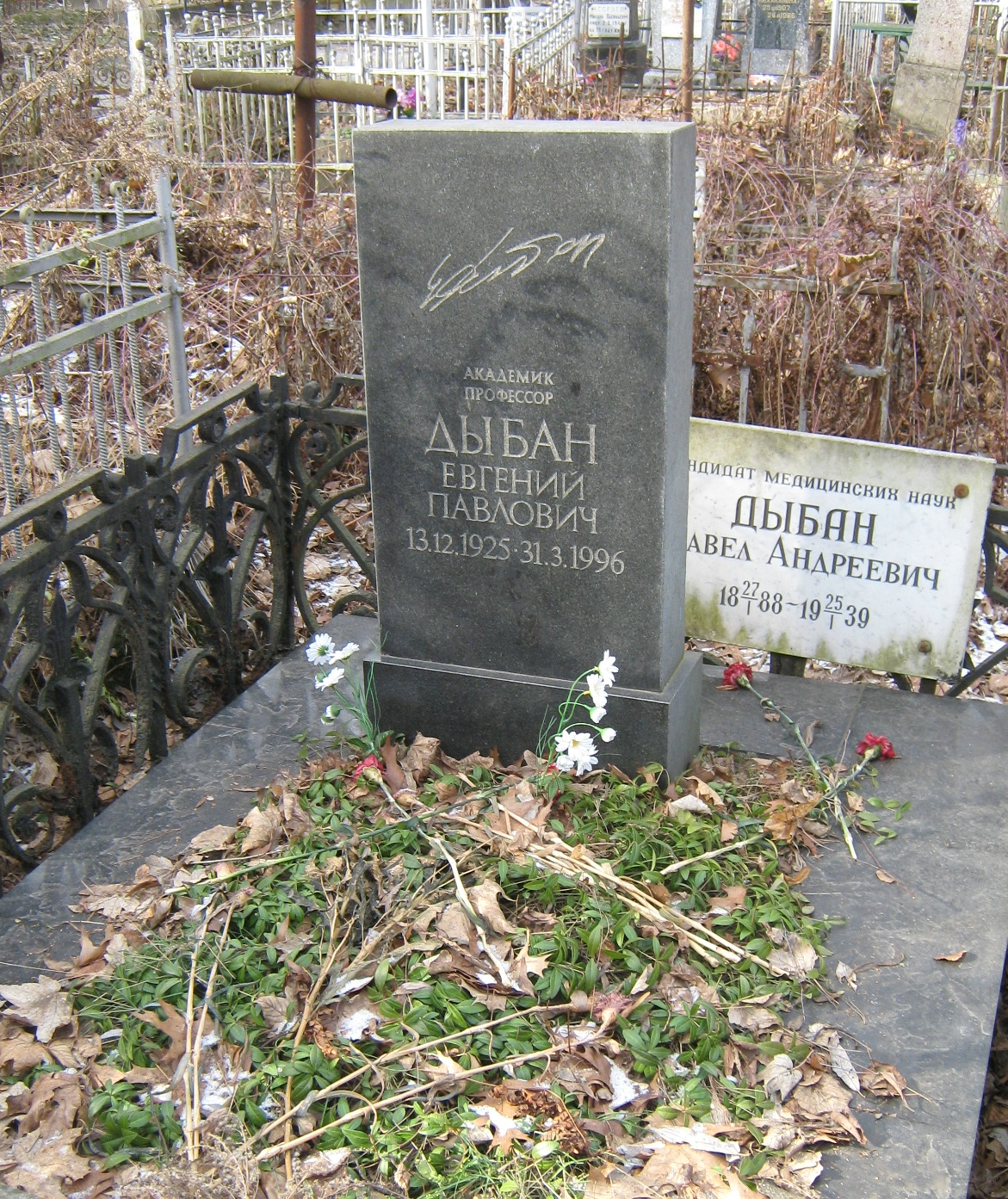
Могила Євгена Дибана

Помер 31 березня 1996 року. Похований в Києві на Лук'янівському цвинтарі (ділянка № 5).

## Наукова діяльність
Автор праць з конвективного теплообміну й гідродинаміки, теорії теплового захисту двигунів.

## Нагороди
- Премія НАН України імені Г. Ф. Проскури (1977 за підсумками 1976) — за монографію «Воздушное охлаждение деталей газовых турбин», співавтор — Швець Іван Трохимович.
- Заслужений діяч науки УРСР (1980).
- Державна премія УРСР в галузі науки і техніки (1986).